# Кейді Денні
Кейді Денні (англ. Caydee Denney; *22 червня 1993, Окала, Флорида, США) — американська фігуристка, що виступає у парному спортивному фігурному катанні в парі з Джеремі Бареттом, з яким є чемпіонкою США з фігурного катання у парному розряді 2010 року.
Кейді паралельно з парним катанням виступає в одиночному жіночому розряді, її молодша сестра — Хевн також катається у парі, проте на міжнародний рівень не виходила.

## Кар'єра
Денні і Барретт спробували кататися в парі ще 2006 року, але тренувалися разом лише протягом близько 4 місяців. Потому Кейді вирішила зосередитися на одиночному катанні, і пара розпалася. Особливих успіхів у одиночному катанні Кейді не досягала, так і не спромігшись у різних регіональних конференціях пробитися через кваліфікацію на внутрішню першість США з фігурного катання.
Крім фігурного катання, Кейді Денні серйозно займалась катанням на роликових ковзанах і вже у 9-тирічному віці виграла національний чемпіонат серед юніорів (англ. juvenile National Roller Skating) у цьому виді спорту та Чемпіонат у парах на роликових ковзанах (англ. Elementary Pairs National Roller Champion).

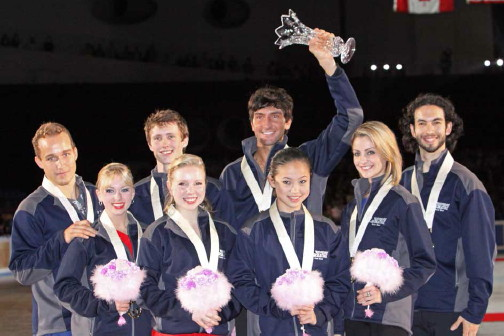
Американський «золотий» подіум першого командного Чемпіонату світу з фігурного катання (2009)

У 2008 році Кейді вирішила повернутися в парне катання і встала в пару з Джеремі Бареттом, який уже два роки не шукав нову партнерку, чекаючи на Денні. Відтак, виступати на змаганнях вони почали від сезону 2008/2009. Майже відразу їхні виступи були позначені успіхом — вони стали четвертими на турнірі «Nebelhorn Trophy»—2008, а потому другими на Чемпіонаті США з фігурного катання, на Чемпіонатах Чотирьох Континентів та світу 2009 року ввійшли до чільної десятки, що дуже непогано для дебютантів цих найпрестижніших міжнародних змагань. Більше того, на світовій першості пара Денні/Баретт стала найуспішнішою (9-те місце) серед спортивних пар США на турнірі, і таким чином, виборола право на участь у першому в історії командному Чемпіонаті світу з фігурного катання, де втім у особистому заліку посіла лише 4-те місце, хоча це й не завадило американській збірній завоювати командне «золото» цих змагань.
У сезоні 2009/2010 Кейді і Джеремі дещо несподівано уперше в своїй кар'єрі перемогли на внутрішній американській першості, відтак отримали право виступити на XXI Зимовій Олімпіаді (Ванкувер, Канада, 2010) в турнірі спортивних пар, де стали 13-ми (з 20-ти пар).

## Спортивні досягнення

### у парному катанні
(з Джеремі Барреттом)
| Сезони/Змагання                                     | 2008/2009 | 2009/2010 |
| --------------------------------------------------- | --------- | --------- |
| Зимові Олімпійські ігри                             |           | 13        |
| Чемпіонати світу з фігурного катання                | 9         |           |
| Чемпіонати Чотирьох Континентів з фігурного катання | 6         |           |
| Чемпіонати США з фігурного катання                  | 2         | 1         |
| Етапи Гран-Прі: «Skate Canada»                      |           | 5         |
| Етапи Гран-Прі: «NHK Trophy»                        |           | 4         |
| Командний Чемпіонати світу з фігурного катання      | 4/1*      |           |
| Турніри: «Nebelhorn Trophy»                         | 4         |           |

- * — місце в особистому заліку/командне місце

### у одиночному катанні
| Сезони/Змагання          | 2004/2005 | 2005/2006 | 2006/2007 | 2007/2008 | 2008/2009 |
| ------------------------ | --------- | --------- | --------- | --------- | --------- |
| Eastern Sectionals       |           |           |           |           | 6J.       |
| Midwestern Sectionals    |           |           |           | 6N.       |           |
| South Atlantic Regionals |           |           |           |           | 2         |
| Southwestern Regionals   | 16N.      | 11N.      | 7N.       | 1N.       |           |

- N = рівень новачків; J = юніорський рівень